# Тунчэн (Аньцин)
Тунчэ́н (кит. упр. 桐城, пиньинь Tóngchéng) — городской уезд городского округа Аньцин провинции Аньхой (КНР).

## История
В эпоху Вёсен и Осеней на этих землях располагалось царство Тун (桐国), которое в 508 году до н. э. было завоёвано царством Чу. В эпоху Воюющих царств эти земли попали в состав царства У, потом царства Юэ, а в 333 году до н. э. вновь оказались в составе царства Чу, впоследствии включённом в состав империи Цинь.
В эпоху империи Хань на этих землях был создан уезд Цзунъян (枞阳县), в 164 году до н. э. переименованный в уезд Шусянь (舒县). В эпоху Южных и Северных династий уезд Шусянь был вновь переименован в Цзунъян, а после объединения страны в империю Суй он в 598 году получил название Тунъань (同安县). В эпоху империи Тан после подавления мятежа Ань Лушаня по всей стране иероглиф «Ань», которым писалась фамилия мятежника, был убран из названий, и в 757 году уезд Тунъань был переименован в Тунчэн (桐城县).
В феврале 1949 года из уезда Тунчэн был выделен уезд Тунлу.
После образования КНР в 1949 году был создан Специальный район Аньцин (安庆专区), и уезд вошёл в его состав. В 1970 году Специальный район Аньцин был переименован в Округ Аньцин (安庆地区). В 1988 году округ Аньцин был расформирован, а входившие в его состав административные единицы перешли под юрисдикцию властей города Аньцин.
В 1996 году уезд Тунчэн был преобразован в городской уезд.

## Административное деление
Городской уезд делится на 3 уличных комитета и 12 посёлков.